# Bulbophyllum breve
Bulbophyllum breve är en orkidéart som beskrevs av Rudolf Schlechter. Bulbophyllum breve ingår i släktet Bulbophyllum och familjen orkidéer. Inga underarter finns listade i Catalogue of Life.